# Dipoena torva
Dipoena torva là một loài nhện trong họ Theridiidae.
Loài này thuộc chi Dipoena. Dipoena torva được Tord Tamerlan Teodor Thorell miêu tả năm 1875.